# Asamblea Nacional de San Cristóbal y Nieves
La Asamblea Nacional de San Cristóbal y Nieves (en inglés: National Assembly of Saint Kitts and Nevis) es el organismo constitucional de tipo unicameral, formado por 15 miembros que agrupa al poder legislativo de San Cristóbal y Nieves.

## Composición
La Asamblea Nacional está compuesta por 15 miembros:
- 11 por mayoría simple en distritos de un solo miembro.
- 4 designados corresponden a 2 nombrados por el gobernador general con el consejo del primer ministro, uno nombrado por el gobernador general con el consejo del jefe de la oposición y otro de manera ex officio al fiscal general.

## Autoridad legislativa
La Asamblea está facultada por la constitución de 1983 para dictar leyes para la paz, el orden y el buen gobierno de la federación, exceptuando aquellas áreas de competencia exclusiva de la Asamblea de Nieves. Tras la aprobación de la Asamblea Nacional, se requiere que el Gobernador General otorgue el consentimiento real.
Las enmiendas a la constitución requieren una mayoría cualificada de dos tercios en la Asamblea.

## Presidente de la Asamblea
La Asamblea tiene un presidente y vicepresidente elegido por los miembros del órgano en su primera reunión después de una elección general . Ellos no tienen que ser miembros de ella, pero si lo son, entonces no pueden estar también en el gabinete o secretarios parlamentarios.